# 吴通明
吴通明（1916年—1985年），贵州炉山人，中华人民共和国政治人物。
担任县政府委员、贵州镇远专员公署副专员。1954年，当选第一届全国人民代表大会代表。